# Mudrike
Mudrike su naseljeno mjesto u općini Travnik, Federacija Bosne i Hercegovine, BiH.
Nalazi se sjeverozapadno od Travnika, na Vlašiću.

## Stanovništvo

### 1991.
Nacionalni sastav stanovništva 1991. godine, bio je sljedeći:
ukupno: 748
- Muslimani - 579
- Srbi - 148
- Hrvati - 1
- ostali, neopredijeljeni i nepoznato - 20

### 2013.
Nacionalni sastav stanovništva 2013. godine, bio je sljedeći:
ukupno: 550
- Bošnjaci - 536
- Srbi - 9
- ostali, neopredijeljeni i nepoznato - 5